# 戈尔登肖尔斯
戈尔登肖尔斯（英語：Golden Shores）是位於美國亞利桑那州莫哈維縣的一個人口普查指定地區。根據2010年美國人口普查，該地人口為2047人，而該地的面積約為21.08平方千米。

## 地理
戈尔登肖尔斯的座標為34°46′55″N 114°28′40″W / 34.78194°N 114.47778°W，而該地最高點為海拔高度208米（即682英尺）。